# Brunczlík Viktor
Brunczlík Viktor (Somorja, 1998. június 25. - ) felvidéki magyar matematikatanár, politikus. 

## Életpályája
2018-ban érettségizett a somorjai Madách Imre Gimnáziumban. Tanulmányait Nyitrán a Konstantin Filozófus Egyetemen folytatta, ahol alapfokú diplomát szerzett matematika–informatika szakon. Ezután tanítani kezdett szülővárosában, Somorján a Corvin Mátyás Alapiskolában. Tanulmányait Komáromban, a Selye János Egyetemen fejezte be, ahol magiszteri diplomát szerzett.  
A pedagógiai munkájában nagyon aktív, 2025-ben diákjaival részt vettek Erdélyben a Nemzetközi Magyar Matematikai Versenyen is. 

## Munkássága
A tanítás mellett politikai, közéleti tevékenységéről is ismert.
2020-ban belépett a Magyar Közösség Pártja somorjai alapszervezetébe, és helyi közéleti munkát végzett.
2023-ban a Magyar Szövetség parlamenti képviselő-jelöltje volt.
A Via Nova Somorja Ifjúsági Csoport elnöke lett 2023 novemberében, ahol több közösségi projektet felügyelt, például városrész-rendezést és megemlékezések szervezését. 
2024-ben a Magyar Szövetség legfiatalabb EP jelöltje volt. Kora ellenére kimagasló szavazatszámot szerzett.
Az „Élő könyvtár” programsorozat egyik interjúalanya volt, ahol közéleti szerepvállalásának indítékairól és fiatalok bevonásáról beszélt.
A Csemadok helyi szervezetének vezetőségi tagja.